# Amar-Sin van Ur
Amar-Sin of Amar-Suen was koning van Sumer en Akkad van 2046-2038 v.Chr.
Amar-Sin was de zoon en opvolger van Shulgi van de derde dynastie van Ur (Ur III). Hij zette grotendeels het beleid van zijn vader voort. Hij hield zich bezig met bouwprojecten en met de oorlogvoering aan de noordelijke grens met de Hurri in het huidige Koerdistan. 
Amar-Sins bewind was een tijd van grote voorspoed en bloei. De landbouw bracht grote oogsten voort en het land was beter georganiseerd dan ooit tevoren. Amar-Sin, wiens naam enige tijd als Bur-Sin gelezen is, regeerde maar 9 jaar. Hij stierf ten gevolge van een infectie aan zijn voet. Amar-Sin werd opgevolgd door zijn broer Shu-Sin.

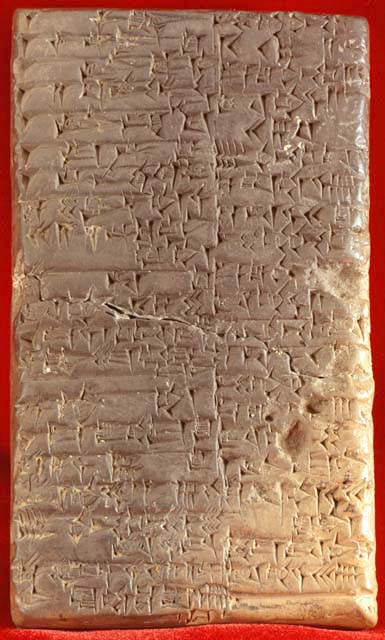
Spijkerschrifttablet ten tijde van de regering van Amar-Sin

Een vondst in Tappeh Bormi (eertijds de stad Huhnuri) in het Iraans Khuzestan laat zien dat hij ook in Elam zijn gezag liet gelden.
Er zijn aanwijzingen dat zijn broer de herinnering aan hem althans gedeeltelijk heeft trachten uit te wissen. In het 3e jaar van Su-Suen werd in Umma een maand die "het feest van Amar-Suen" genoemd werd weer teruggebracht naar zijn oude naam. Er zijn geen hymnes aan Amar-Suen bewaard gebleven en hij wordt verder zelden genoemd. Een tempel in Girsu die naar hem genoemd was, kreeg weer zijn oude naam.